# ハイデ・ローゼンダール
ハイデマリー・エッカー＝ローゼンダール（Heidemarie Ecker-Rosendahl、1947年2月14日 - ）は、旧西ドイツの主に五種競技と走幅跳を専門とした女子陸上競技選手。1970年には走幅跳で、その後6年間破られない6m84の世界記録を樹立。1972年ミュンヘンオリンピックでは走幅跳のほか、4×100mリレーで金メダルを獲得した選手である。ノルトライン＝ヴェストファーレン州オーバーベルギッシャー郡ヒュックスヴァーゲン出身。
「赤毛のハイデ」の愛称で絶大な人気を集め、前記ミュンヘンオリンピック4×100mリレーではアンカーとして登場、同じくアンカーに100m200mの両種目を制したレナーテ・シュテヒャーを擁する東ドイツから1mと僅差のリードでバトンを受け大歓声の中、伸びやかなストライドで短距離女王のシュテヒャーを振り切った。
また、五種競技でも東ドイツのブルクリンデ・ポラックの世界記録を更新する4791点という結果を出し、イギリスのメアリー・ピータースについで銀メダルを獲得している。眼鏡をかけたまま競技をすることがトレードマークの選手であった。

## 実績
| 年   | 大会                 | 場所                       | 種目         | 結果 | 記録   |
| ---- | -------------------- | -------------------------- | ------------ | ---- | ------ |
| 1966 | ヨーロッパ陸上選手権 | ブダペスト（ハンガリー）   | 五種競技     | 銀   | 4765点 |
| 1970 | ユニバーシアード     | トリノ（イタリア）         | 走幅跳       | 金   | 6m84   |
| 1971 | ヨーロッパ陸上選手権 | ヘルシンキ（フィンランド） | 走幅跳       | 銅   | 6m66   |
| 1971 | ヨーロッパ陸上選手権 | ヘルシンキ（フィンランド） | 五種競技     | 金   | 5299点 |
| 1972 | オリンピック         | ミュンヘン（西ドイツ）     | 走幅跳       | 金   | 6m78   |
| 1972 | オリンピック         | ミュンヘン（西ドイツ）     | 五種競技     | 銀   | 4791点 |
| 1972 | オリンピック         | ミュンヘン（西ドイツ）     | 4×100mリレー | 金   | 42秒81 |